# Andrea Pozzo
Andrea Pozzo, italijanski slikar, arhitekt in teoretik, * 30. november 1642, Italija , † 31. avgust 1709, Dunaj, Avstrija.
Kot jezuit je postal znan po slikanju fresk. Njegova najbolj znana je velika freska na stropu cerkve San Ignazio v Rimu (1694). Podobne je ustvarjal tudi po drugih cerkvah. V Ljubljani je naredil načrte za stolnico. Od leta 1702 naprej je delal freske po Dunaju. Po njegovem delu Slikarska in stavbeniška perspektiva (1693/98) so se ravnali baročni slikarji ter arhitekti v 18. stoletju.
1. 1 2  http://explore.rkd.nl/explore/artists/64616 — Rijksbureau voor Kunsthistorische Documentatie.
2. 1 2  data.bnf.fr: platforma za odprte podatke — 2011.
3. 1 2  Waterhouse E. Italian Baroque Painting — London: Phaidon Press, 1962. — str. 75.